# Verhoeven Open 2013 (Damen)
Die Verhoeven Open 2013 für Damen war ein Karambolageturnier in der Disziplin Dreiband und fand vom 17. bis 21. Juli in New York, Vereinigte Staaten statt.

## Geschichte
2013 wurde das Turnier zum ersten Mal als eigenständiges Turnier für Damen ausgerichtet. Die Anfänge gehen jedoch in das Jahr 2002 zurück. Damals richtete die Witwe des US-amerikanischen Spitzenspielers koreanischer Herkunft, Sang Chun Lee, zu seinen Ehren die Sang Lee International Open aus. Dieses Turnier wurde nur bis 2008 gespielt, erlebte aber 2012 unter dem Namen Verhoeven Open Tournament seine Wiedergeburt.

## Modus
Gespielt wurde nur eine Hauptrunde in der alle Spielerinnen gegeneinander antreten mussten (Round Robin). Gespielt wurde auf 25 Punkte ohne Nachstoß.

### Teilnehmende Nationen
Es nehmen nur fünf Nationen teil: (Anzahl der Spielerinnen)
- Japan (4 Spielerinnen)
- Niederlande (3 Spielerinnen)
- Vereinigte Staaten (2 Spielerinnen)
- Österreich (1 Spielerin)
- Südkorea (1 Spielerin)

## Turnierkommentar
Eingeladen waren nicht nur die amtierende Weltmeisterin aus Japan, Natsumi Higashiuchi und die Weltranglistenerste Therese Klompenhouwer aus den Niederlanden, sondern auch die viermalige Weltmeisterin Orie Hida, ebenfalls aus Japan. Sie wurde begleitet von ihrer Mutter Kazumi, die in Japan zum Urgestein der Top-Spielerinnen gehört. Klompenhouwers Dauerrivalin aus dem eigenen Land, Karina Jetten war ebenfalls mit von der Partie, blieb aber hinter ihren Möglichkeiten zurück. Ebenso wie die Österreicherin Helga Mitterböck, mehrmalige Staatsmeisterin. Die einzige Koreanerin im Teilnehmerfeld, Su-Ah Park, belegte den dritten Platz.
Klompenhouwer war dem Teilnehmerfeld derart überlegen, dass sie keines ihrer Spiele verlor und Turnierrekorde im Generaldurchschnitt (GD) und für beste Höchstserie (HS) aufstellte. Einzig der Rekord des besten Einzeldurchschnitts (BED) ging an die ehemalige Weltmeisterin Orte Hida.
Im Anschluss an dieses Turnier spielte sie noch bei den Herren mit und konnten sich im oberen Drittel des 64-köpfigen Teilnehmerfeldes behaupten. Klompenhouwer hatte zwischenzeitlich sogar die Top-10-Liste des BED mit 2,500 (25 Punkte in 10 Aufnahmen) angeführt und lag am Ende der Qualifikation noch auf Platz 3, nur Roland Forthomme (6,250), Eddy Leppens und Daniel Reyes (beide 3,125) waren besser als sie.

## Turnierstatistik
| MP    | Match Punkte (Sieger = 2; Unentschieden = 1; Verlierer = 0) |
| SV    | Satzverhältnis (nur bei Turnieren im Satzsystem)            |
| Pkte. | Erzielte Karambolagen                                       |
| Aufn. | benötigte Aufnahmen                                         |
| GD    | Generaldurchschnitt                                         |
| MGD   | Mannschafts-Generaldurchschnitt                             |
| BED   | Bester Einzeldurchschnitt eines Spielers                    |
| BEMD  | Bester Einzeldurchschnitt einer Mannschaft                  |
| BSD   | Bester Satzdurchschnitt eines Spielers                      |
| HS    | Höchstserie                                                 |
| WRP   | Weltranglistenpunkte                                        |

| Endklassement | Endklassement         | Endklassement | Endklassement | Endklassement | Endklassement | Endklassement | Endklassement |
| Platz         | Name                  | MP            | Pkt.          | Aufn.         | GD            | BED           | HS            |
| ------------- | --------------------- | ------------- | ------------- | ------------- | ------------- | ------------- | ------------- |
| 1             | Therese Klompenhouwer | 20            | 250           | 246           | 1,016         | 1,470         | 9             |
| 2             | Orie Hida             | 16            | 239           | 281           | 0,850         | 1,562         | 8             |
| 3             | Park Su-ah            | 14            | 238           | 377           | 0,631         | 0,925         | 5             |
| 4             | Namiko Hayashi        | 14            | 217           | 358           | 0,606         | 0,833         | 5             |
| 5             | Natsumi Higashiuchi   | 12            | 225           | 343           | 0,655         | 1,000         | 8             |
| 6             | Karina Jetten         | 12            | 210           | 338           | 0,621         | 1,136         | 8             |
| 7             | Kazumi Hida           | 6             | 193           | 406           | 0,475         | 0,609         | 5             |
| 8             | Esther Park           | 6             | 167           | 381           | 0,438         | 0,581         | 6             |
| 9             | Helga Mitterböck      | 6             | 171           | 406           | 0,421         | 0,462         | 3             |
| 10            | Sylvia Eckel          | 4             | 185           | 458           | 0,403         | 0,471         | 7             |
| 11            | Olivia Lee            | 0             | 132           | 442           | 0,298         | –             | 5             |